# 宗良弼
宗良弼，號菘嵐，河南滎澤縣人，清朝初年政治人物。

## 生平
崇禎十六年（1643年），河南補行壬午科鄉試，宗良弼中式第二十三名舉人。明亡仕清，順治三年（1646年）登丙戌科進士。同年任江南無錫縣知縣。順治九年（1652年）官順天府東安縣（今屬河北省廊坊市）知縣。吏畏其威，民懷其德。任內解決數年不决之獄。